# Réshang

Alveoláris frikatív hang (pl. magyar „sz”) artikulációja

A réshang, más néven frikatíva a fonetikában olyan mássalhangzó-képzési mód, melynek során a hangképző szervek valamilyen rést képeznek, amelyen keresztül a levegő kiáramlása folyamatos. A leggyakoribb réshangok az f, j, s, sz, v, z, zs.
A réshangok jelei a Nemzetközi fonetikai ábécében (IPA) a következők:
- [ɸ] Zöngétlen bilabiális frikatíva
- [β] Zöngés bilabiális frikatíva
- [f] Zöngétlen labiodentális frikatíva
- [v] Zöngés labiodentális frikatíva
- [θ] Zöngétlen dentális frikatíva
- [ð] Zöngés dentális frikatíva
- [s] Zöngétlen alveoláris frikatíva
- [z] Zöngés alveoláris frikatíva
- [ɬ] Zöngétlen alveoláris laterális frikatíva
- [ɮ] Zöngés alveoláris laterális frikatíva
- [ʃ] Zöngétlen posztalveoláris frikatíva
- [ʒ] Zöngés posztalveoláris frikatíva
- [ʂ] Zöngétlen retroflex frikatíva
- [ʐ] Zöngés retroflexív frikatíva
- [ç] Zöngétlen palatális frikatíva
- [ʝ] Zöngés palatális frikatíva
- [x] Zöngétlen veláris frikatíva
- [ɣ] Zöngés veláris frikatíva
- [χ] Zöngétlen uvuláris frikatíva
- [ʁ] Zöngés uvuláris frikatíva
- [ħ] Zöngétlen faringális frikatíva
- [ʕ] Zöngés faringális frikatíva
- [h] Zöngétlen glottális frikatíva
- [ɦ] Zöngés glottális frikatíva
- [ʍ] Zöngétlen labialveláris frikatíva
- [ʑ] Zöngés alveolopalatális frikatíva
- [ɕ] Zöngétlen alveolopalatális frikatíva
- [ɧ] Zöngétlen velopalatális frikatíva
- [ʢ] Zöngés epiglottális frikatíva
- [ʜ] Zöngétlen epiglottális frikatíva